# 닉 테이트
닉 테이트(Nick Tate, 1942년 6월 18일 ~ )는 오스트레일리아의 성우, 영화 프로듀서, 영화배우, 영화 감독, 텔레비전 배우이다.
시드니에서 태어났다.

## 영화
- 루팡 3세 (2014년) - 도슨 역
- 눈의 여왕2: 트롤의 마법거울 (2014년)
- 진 제너레이션 (2006년)
- 파이널 언더씨즈 (2002년)
- 미스터 플라워 (1996년)
- 대통령의 여인 (1992년)
- 후크 (1991년)
- 콰이강의 다리 2 (1989년)
- 사랑하기엔 아직 일러요 (1987년)
- 자유의 절규 (1987년)
- 엠프티 비치 (1985년)
- 위너스 (1984년)
- 스트레인지 케이스 (1977년)
- 악마의 놀이터 (1976년)
- 우주대모험 1999 (1975년)